# Exposition spécialisée de 1957
L’Exposition internationale d’Architecture de Berlin (1957) – Interbau ou en abrégé IBA ’57  - est une Exposition dite « Spécialisée » reconnue par le Bureau international des Expositions (BIE) qui s’est déroulée du 6 juillet au 29 septembre 1957 à Berlin, en Allemagne, sur le thème de la « Reconstruction du Quartier Hansa », dit Hansaviertel, situé au sein de l'arrondissement de Mitte depuis la réforme de 2001, auparavant partie du district de Tiergarten.
L’Exposition de Berlin a été choisie le 4 novembre 1954 et reconnue le 13 novembre 1956 par l’Assemblée Générale du Bureau international des Expositions.
Résultat d’un concours d’urbanisme d’architectes de renom et vitrine modèle de la reconstruction de Berlin Ouest, la création du quartier « Hansa » réunit des constructions et propositions concrètes d’habitation notamment de Walter Gropius, Alvar Aalto, Arne Jacobsen, Oscar Niemeyer et Le Corbusier. Cette dernière, l’Unité d'habitation de Berlin, est tellement grande qu'elle doit être néanmoins construite à l'extérieur du quartier pour être situé à proximité de l'Olympiastadion au Nord-Ouest de la ville. 